# Robotnik Wybrzeża
Robotnik Wybrzeża – pismo Komitetu Założycielskiego Wolnych Związków Zawodowych Wybrzeża, wydawane nieregularnie od sierpnia 1978 do maja 1980 roku. Łącznie ukazało się 7 numerów o objętości 8 stron. Numer 8 został w całości przygotowany, ale nie ukazał się z powodu sierpniowych strajków w 1980 roku na Wybrzeżu. Tytuł czasopisma nawiązywał do „Robotnika” wydawanego przez przedwojenną Polską Partię Socjalistyczną, a także do noszącego tę samą nazwę („Robotnik”) pisma Komitetu Obrony Robotników (KOR).
Redakcję „Robotnika Wybrzeża” tworzyli działacze WZZ Wybrzeża. Pierwsze 2 numery przygotowali: Bogdan Borusewicz, Andrzej Bulc, Joanna Gwiazda, Andrzej Gwiazda i Edwin Myszk. Z czasem dołączyli do nich także: Alina Pienkowska, Maryla Płońska, Anna Walentynowicz i Lech Wałęsa. Bogdan Borusewicz pisał zwykle o represjach wobec opozycjonistów, Joanna Duda-Gwiazda przygotowywała felietony i tzw. "wstępniaki" do poszczególnych numerów, Alina Pieńkowska opisywała funkcjonowanie służby zdrowia, a Anna Walentynowicz – warunki pracy w Stoczni Gdańskiej im. Lenina.
Podstawowym zadaniem pisma było przekazywanie niecenzurowanych informacji regionalnych i ogólnokrajowych oraz działalność samokształceniowa. Tematyka poszczególnych numerów była bardzo szeroka, lecz najczęściej poruszano kwestie typowo socjalne i pracownicze, znacznie rzadziej podnoszono problemy polityczne. Regułą było krytykowanie przez redakcję absurdów socjalistycznej gospodarki. Na uwagę zasługiwały stałe rubryki: „Z działalności WZZ Wybrzeża” i „Kronika bieżąca”, w których obok świeżych informacji pojawiały się kwestie związane z represjami władz wobec działaczy opozycyjnych. Zupełnie wyjątkowy charakter miał numer 2 pisma, który w całości poświęcony był wydarzeniom grudnia 1970 roku i ich nieoficjalnym obchodom z lat 1971–1978. Numer ten ilustrowały kserokopie zdjęć wykonanych pod Stocznią Gdańską w 1977 i 1978 roku.
Pismo kolportowano głównie na terenie Trójmiasta. „Robotnik Wybrzeża” ukazywał się nieoficjalnie, ale pomimo tego redaktorzy nie ukrywali przed czytelnikami swoich nazwisk i adresów. Służba Bezpieczeństwa przez cały czas ukazywania się pisma utrudniała jego wydawanie, wielokrotnie konfiskując sprzęt drukarski, a także werbując do współpracy agenturalnej Edwina Myszka. Od sierpnia 1979 do marca 1980 ukazały się 4 numery edycji plagiatowej pisma pod jego redakcją.